# 霍魯日夫卡 (羅姆內區)
50°54′50″N 33°49′33″E / 50.91389°N 33.82583°E
霍魯日夫卡（烏克蘭語：Хоружівка），或按俄语译为霍鲁热夫卡，是位於烏克蘭東北部的村莊，由蘇梅州羅姆內區的內德里海利夫市鎮負責管轄。該村處於胡西河畔，分別距離斯帕爾塔克1公里和庫利什夫卡1.5公里，海拔高度111米，2001年人口813。乌克兰前总统维克多·尤先科生于此地。